# Galeus polli
Galeus polli är en hajart som beskrevs av Jean Cadenat 1959. Galeus polli ingår i släktet Galeus och familjen rödhajar. IUCN kategoriserar arten globalt som livskraftig. Inga underarter finns listade i Catalogue of Life.